# Ježatec různozubý
Ježatec různozubý (Hericium cirrhatum (Pers.) Nikol. 1950) je vzácná ježatá houba rostoucí na dřevu listnáčů, především buků. V České republice je zahrnutý do Červeného seznamu hub (makromycetů).

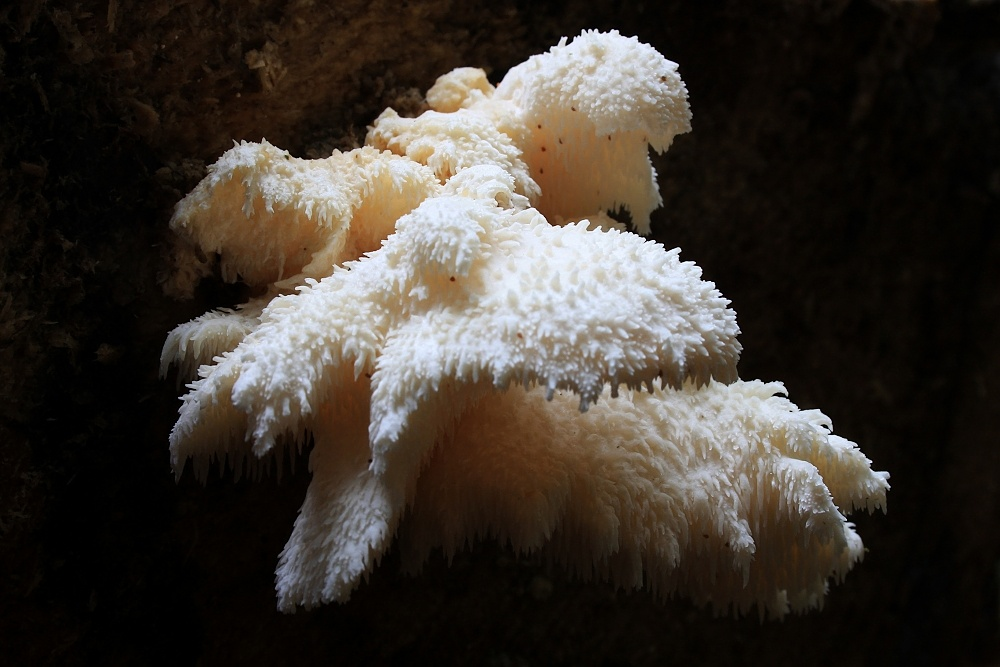
Ježatec různozubý

## Synonyma
- Creolophus cirrhatus (Pers.) P. Karst. 1879[1]
- Hydnum cirratum Pers. 1801[2]
- Hydnum cirrhatum Pers. 1794[1]

## Vzhled

### Makroskopický
Plodnice dosahující šířky až 300 milimetrů je tvořena nepravidelnými bočně přirostlými klobouky, které jsou uspořádané nad sebou či vedle sebe. Jednotlivé klobouky dosahují 30–80 milimetrů v průměru a mají škeblovitý až vějířovitý tvar. Zbarvené jsou bíle, krémově až žlutookrově. Povrch mají hrbolkatý krytý tupými sterilními, ke kraji zdviženými ostny.
Hymenofor je vyvinutý na spodní straně v podobě dolů směřujících štíhlých špičatých ostnů, které dosahují 7–15 milimetrů délky.
Dužnina má bílé až krémové zbarvení, příjemnou chuť a vůni.

### Mikroskopický
Výtrusy dosahují 3,5–4,5 × 3–4 μm, jsou téměř kulovité, hladké, amyloidní.

## Výskyt
Ježatec různozubý roste vzácně na dřevu buků, méně často i na dřevu jiných listnáčů (dubů, habrů, bříz, topolů a javorů). Objevuje se především na nedlouho odumřelém ještě tvrdém dřevu, nejčastěji na pařezech (podle Dvořáka a Hroudy v 64 % sběrů s uvedeným substrátem). Na živých stromech, pahýlech nebo padlých kmenech roste jen vzácněji. Roste v listnatých a smíšených lesích, zřídka také ve stromořadích a ve městech. Fruktifikuje od června do října.

## Rozšíření
Byly publikovány nálezy mimo jiné z oblasti následujících chráněných území České republiky:
- Boubínský prales[2] (okres Prachatice)
- Coufavá[6] (okres Brno-venkov)
- Růžovský vrch[7] (okres Děčín)

## Záměna
Z hub rostoucích na dřevu, které mají ostnitý nebo jemu podobný hymenofor, hrozí záměna s následujícími druhy:
- korálovec ježatý (Hericium erinaceus) – kulovité plodnice bez zřetelně rozlišeného klobouku
- korálovec bukový (Hericium coralloides) – korálovitě větvené plodnice
- korálovec jedlový (Hericium alpestre) – korálovitě větvené plodnice, obvykle na dřevu jehličnanů
- plstnatec tlustoostný (Sarcodontia pachyodon) – kloboukovité nebo rozlité plodnice s plochými ostny (roztrhnané rourky)
- šindelovník severský (Climacodon septentrionalis) – kloboukovité (deskovité) plodnice s krátkými ostny

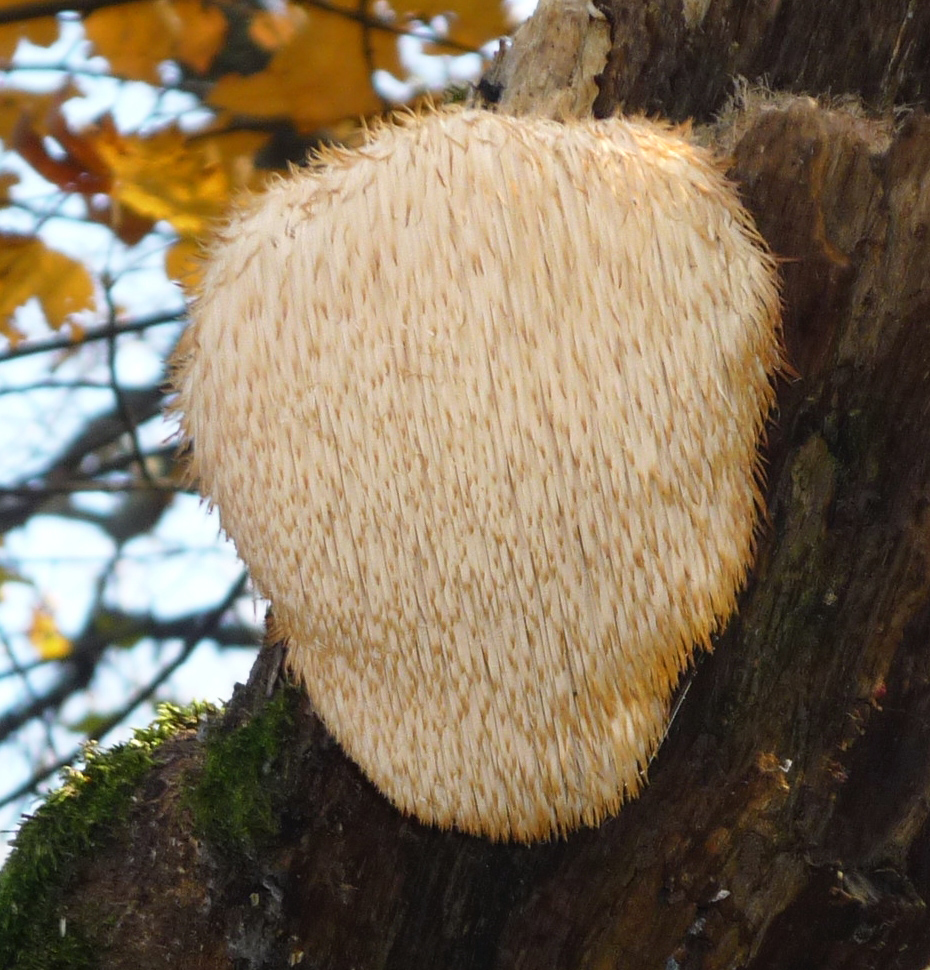
korálovec ježatý
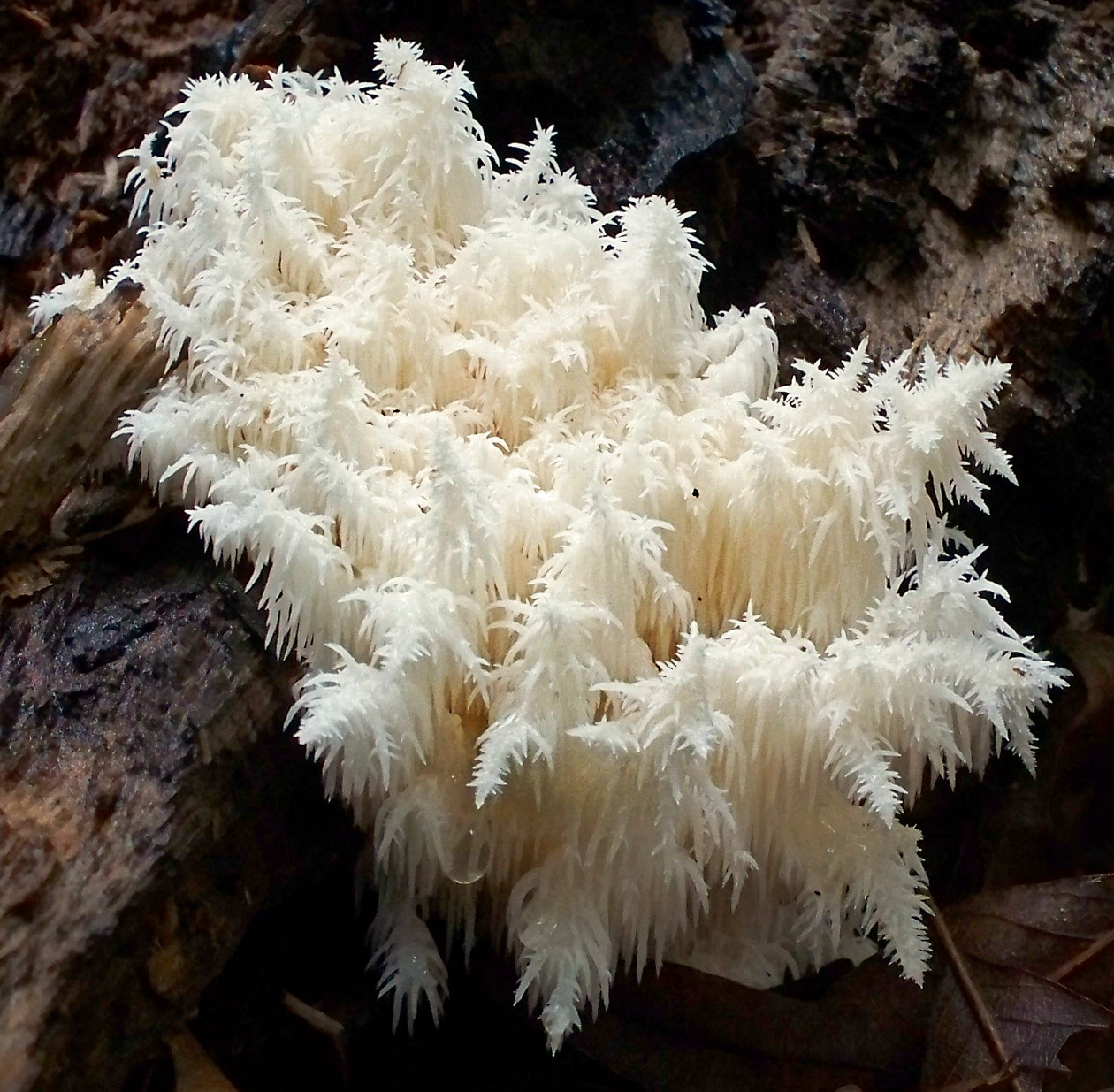
korálovec bukový
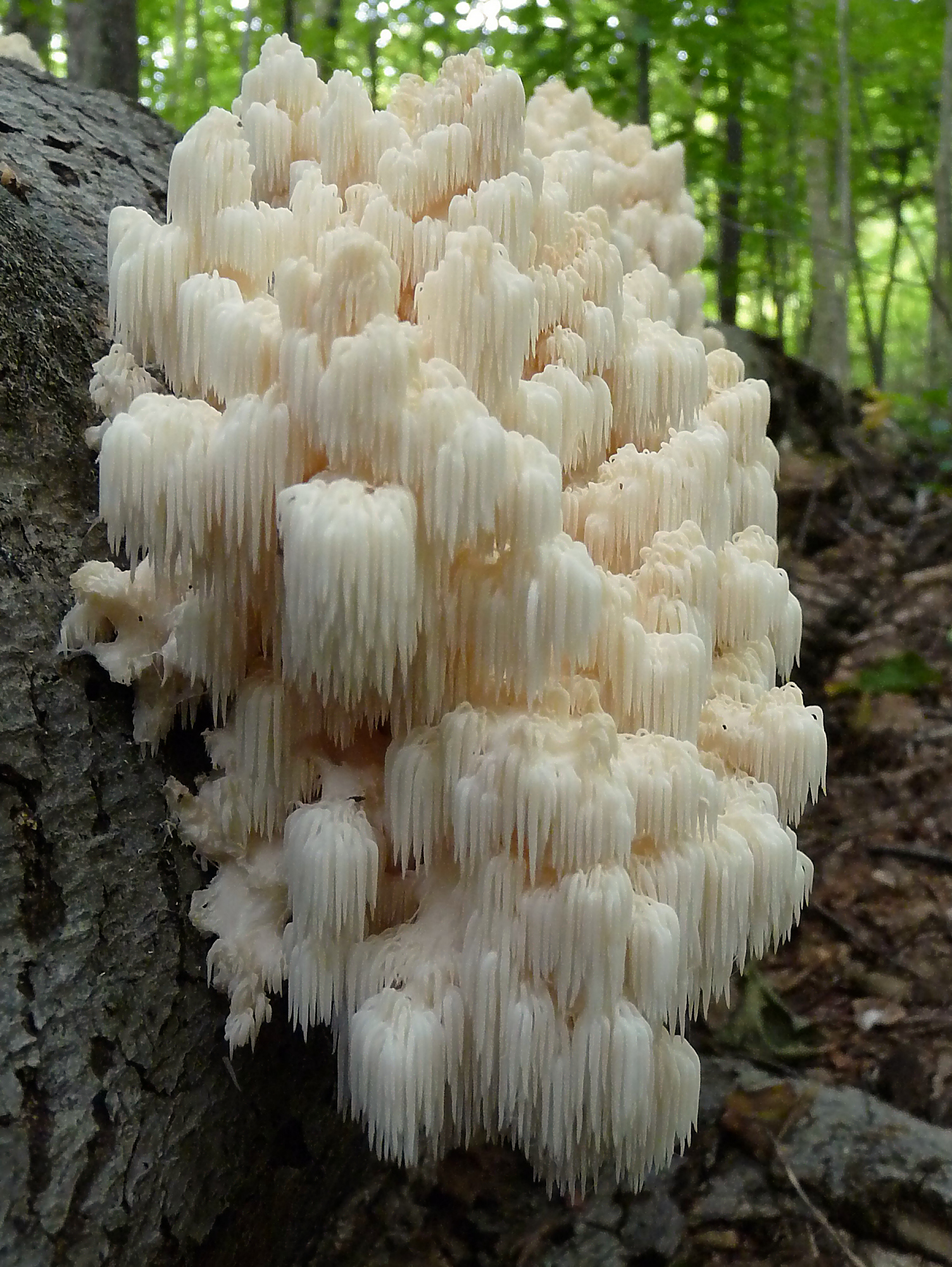
korálovec jedlový
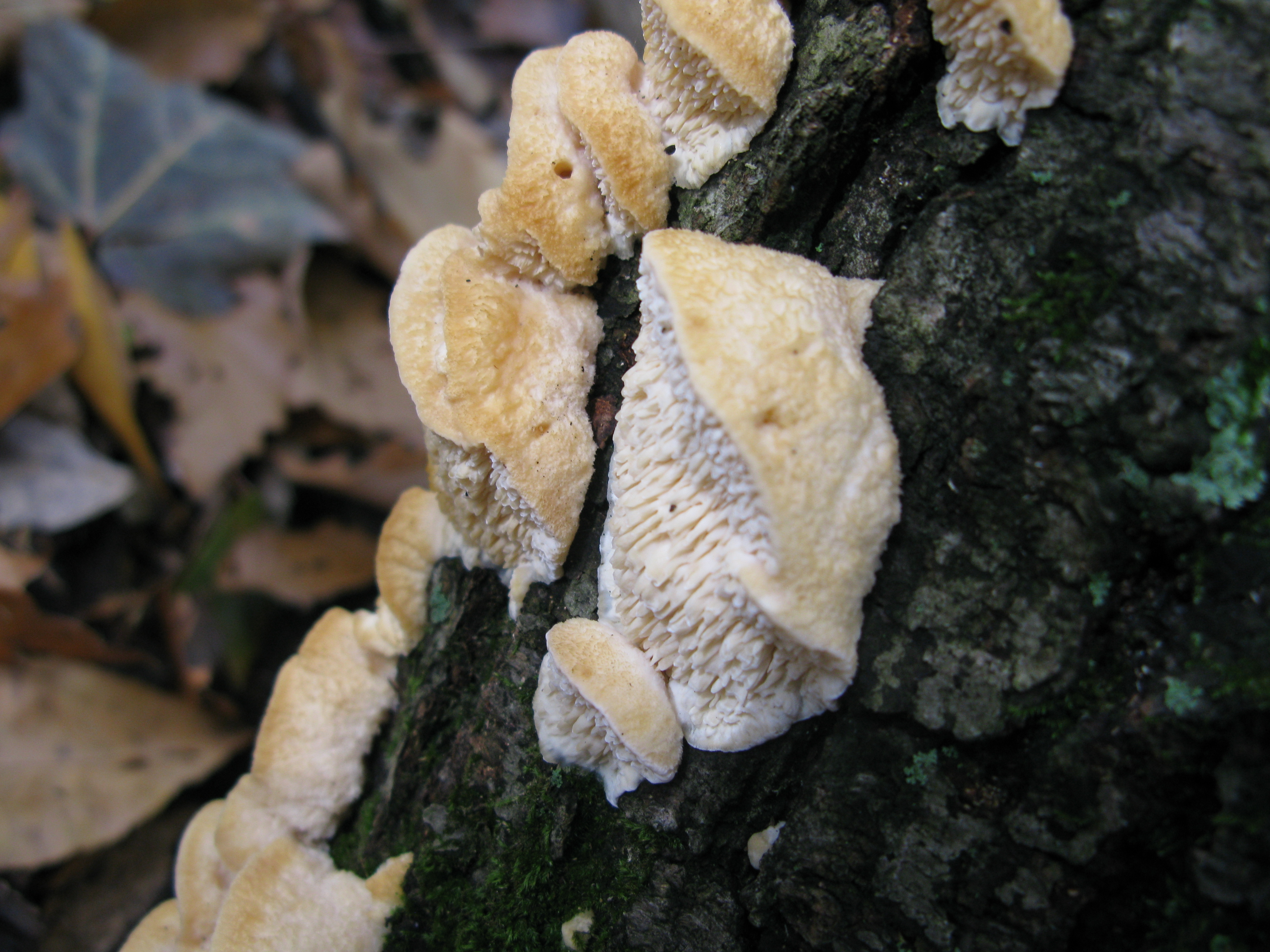
plstnatec tlustoostný
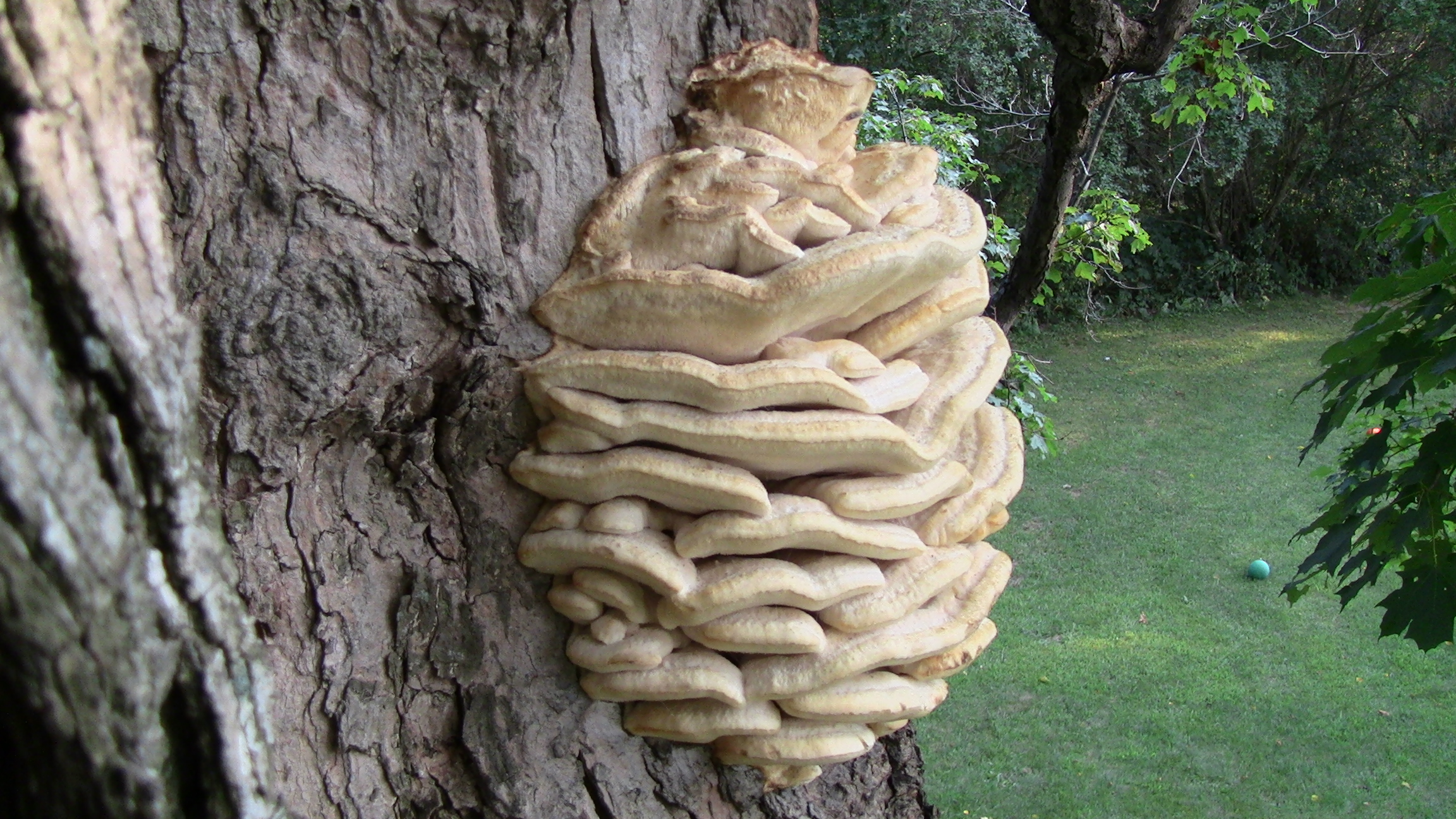
šindelovník severský

## Ochrana
Ježatec různozubý je uveden v Červeném seznamu hub (makromycetů) České republiky jako téměř ohrožený druh (NT). Ve srovnání s 60. a 70. lety 20. století došlo k ústupu druhu, po roce 2000 se četnost nálezů mírně zvýšila.